# Kazimierz Strycharzewski
Kazimierz Strycharzewski (ur. 20 marca 1910 w Tomsku, zm. 25 marca 1993 w Warszawie) – polski trener siatkówki, trener reprezentacji Polski seniorek, z którą wywalczył wicemistrzostwo Europy w 1950.

## Życiorys
W 1939 ukończył studia w Akademii Wychowania Fizycznego w Warszawie. Po II wojnie światowej był trenerem żeńskich drużyn siatkarskich. Ze Spójnią Warszawa zdobył wicemistrzostwo Polski w 1950, 1953 i 1954, ze Spartą Warszawa brązowy medal mistrzostw Polski w 1957. Jesienią 1950 poprowadził reprezentację Polski seniorek na mistrzostwach Europy, zdobywając z drużyną srebrny medal. Był nauczycielem wychowania fizycznego w Liceum im. gen. Józefa Sowińskiego w Warszawie.
Zmarł 25 marca 1993 w Warszawie. Został pochowany na Muzułmańskim Cmentarzu Tatarskim.
Jego żona Aleksandra Strycharzewska (zm. 1986) również była trenerem siatkówki.